# Замора, Брунет
Бру́нет Само́ра Фернандес (исп. Brunet Zamora Fernandez; род. 25 октября 1974, Гавана, Куба) — итальянский профессиональный боксёр кубинского происхождения, призёр чемпионата Европы 2002 года.